# Jimmi Madsen
Jimmi Madsen (Kopenhagen, 4 januari 1969) was een Deense wielrenner die in twee periodes actief was als prof: van 1993 tot en met 1999, en van 2002 tot en met 2004. Madsen was meer een baanrenner dan een wegrenner en daarom zijn zijn meeste overwinningen baanwedstrijden. Hij vormde lang een duo met Jens Veggerby.
Na zijn eigen professionele carrière werd Madsen ploegleider bij Glud & Marstrand.

## Belangrijkste overwinningen

### Baanwielrennen
1994
- Deens kampioen achtervolging, Elite

1995
- Deens kampioen puntenkoers, Elite
- Zesdaagse van Kopenhagen (met Danny Clark)
- Zesdaagse van Herning (met Jens Veggerby)

1996
- Europees kampioen koppelkoers, Elite (met Jens Veggerby)
- Zesdaagse van Stuttgart (met Jens Veggerby)

1997
- Europees kampioen koppelkoers, Elite (met Jens Veggerby)
- Zesdaagse van Kopenhagen (met Jens Veggerby)
- Zesdaagse van Herning (met Jens Veggerby)

1998
- Deens kampioen puntenkoers, Elite
- Zesdaagse van Bremen (met Jens Veggerby)

1999
- Wereldkampioenschap koppelkoers, Elite (met Jakob Piil)
- Deens kampioen koppelkoers, Elite (met Michael Sandstød)
- Zesdaagse van Gent (met Scott McGrory)
- Zesdaagse van Kopenhagen (met Tayeb Braikia)

2000
- Europees kampioen achter de Derny, Elite
- Deens kampioen koppelkoers, Elite (met Jakob Piil)
- Deens kampioen achtervolging, Elite

2001
- Europees kampioen achter de Derny, Elite
- Deens kampioen koppelkoers, Elite (met Mads Christensen)
- Deens kampioen puntenkoers, Elite

2005
- Zesdaagse van Kopenhagen (met Jakob Piil)

### Wegwielrennen
1994
- 4e etappe deel A Ronde van Beieren

1995
- 3e etappe deel A Ronde van Beieren

## Resultaten in voornaamste wedstrijden
| Jaar | Ronde van Italië | Ronde van Frankrijk | Ronde van Spanje |
| ---- | ---------------- | ------------------- | ---------------- |
| 2002 | 108e             |                     |                  |
| 2004 |                  |                     |                  |

| Jaar | Ronde van Vlaanderen |
| ---- | -------------------- |
| 2002 | 107e                 |
| 2004 | 107e                 |